# Chortoicetes
Chortoicetes is een geslacht van rechtvleugeligen uit de familie veldsprinkhanen (Acrididae). De wetenschappelijke naam van dit geslacht is voor het eerst geldig gepubliceerd in 1893 door Brunner von Wattenwyl.

## Soorten
Het geslacht Chortoicetes omvat de volgende soorten:
- Chortoicetes sumbaensis Willemse, 1953
- Chortoicetes terminifera Walker, 1870